# Wasyl Chomenko
Wasyl Mykołajowycz Chomenko, ukr. Василь Миколайович Хоменко, ros. Василий Николаевич Хоменко, Wasilij Nikołajewicz Chomienko (ur. 19 stycznia 1967, Ukraińska SRR) – ukraiński trener piłkarski.

## Kariera trenerska
Występował w drużynach rezerw klubów Tawrija Symferopol, Paxtakor Taszkent i Desna Czernihów. Ukończył Czernihowski Państwowy Instytut Pedagogiczny im. Tarasa Szewczenki. Potem rozpoczął pracę szkoleniowca. W czerwcu 2002 został mianowany na stanowisko głównego trenera drużyny rezerw Szynnika Jarosław. W czerwcu-lipcu 2004 prowadził Polissia Żytomierz. Od 2008 pracował w Szkole Sportowej nr 75 w Moskwie.